# USS Sequatchie (AOG-21)
USS Sequatchie (AOG-21) był amerykańskim tankowcem typu Mettawee z okresu II wojny światowej.
Stępkę jednostki, pod starym oznaczeniem MC hull 790 i nazwą "Royston", położono 1 czerwca 1943 w stoczni Todd-Galveston Dry Dock Inc. w Bayonne (stan New Jersey). Zwodowano go 21 grudnia 1943, matką chrzestną była Hazel Tometich. Jednostka weszła do służby 2 września 1944, pierwszym dowódcą został Lt. Bertram W. Richelt, USNR.

## Służba w czasie II wojny światowej
Po przydzieleniu do Service Force na Pacyfiku "Sequatchie" opuścił Galveston 22 września. Przeszedł przez Kanał Panamski pod koniec miesiąca i dołączył do Service Squadron (ServRon) 8 w Pearl Harbor na początku listopada. W listopadzie i grudniu przewoził produkty ropopochodne do Johnston Island i do baz na Hawajach. 31 grudnia popłynął na południowy zachód by rozpocząć służbę w składzie ServRon 10. W połowie stycznia znajdował się w pobliżu Wysp Marshalla. 12 lutego dotarł na Saipan. Tam zaopatrywał jednostki przez marzec. Pod koniec tego miesiąca rozpoczął przewożenie paliwa na Iwo Jimę i kontynuował tę służbę do sierpnia, przeplatając ją ze służbą stacjonarną na Saipanie.

## Służba powojenna
W momencie wstrzymania walk "Sequatchie" znajdował się w bazie na Saipanie. Pozostawał tam do 26 września, gdy przeszedł na Iwo Jimę by pełnić rolę stacjonarnego zbiornikowca. Pod koniec listopada wrócił na Saipan.

## Wycofanie ze służby
Okręt pozostawał w centralnym rejonie Pacyfiku do momentu otrzymania w 1946 rozkazu powrotu do Stanów Zjednoczonych w celu dezaktywacji. W marcu dotarł na zachodnie wybrzeże USA. Pod koniec maja dotarł w rejon atlantyckiego wybrzeża USA. 26 czerwca został wycofany ze służby w Nowym Orleanie. 15 sierpnia jego nazwę skreślono z listy jednostek floty. 7 października został zwrócony Maritime Commission i odstawiony do National Defense Reserve Fleet w Mobile. Dalsze losy nieznane.